# Wullowitz
Wullowitz is een klein dorp in het noordoosten van Oostenrijk, aan de grens met Tsjechië. Het dorp ligt in de gemeente Leopoldschlag, op ongeveer 20 kilometer afstand van Freistadt en ligt direct aan de grensovergang. In de toekomst zal de Mühlviertler Schnellstraße ook tot bij het dorp lopen.